# Lingua nefusi
La lingua nefusi (o tanfusit) è una lingua berbera parlata in Libia, nel Gebel Nefusa.

## Distribuzione geografica
La tribù berbera degli Infusen (per gli storici arabi: Nefusa) è ricordata come una delle più grandi e potenti del Nordafrica. Probabilmente la lingua parlata nel Gebel Nefusa comprende diverse varietà, che non risalgono solo a questa tribù. Francesco Beguinot, lo studioso italiano che ha lasciato una ricca descrizione grammaticale con vocabolario, rileva che "i dialetti dell'altipiano possono, per ragioni di affinità, raggrupparsi in due sezioni: quella di Fassâto e di Nalût da una parte, e quella di Yefren dall'altra". Gli studi dello stesso Beguinot e di altri berberisti italiani privilegiano  la varietà di Fassato, Giado (capoluogo del distretto) e di Gemmari, poco distante. Con molta approssimazione, la catalogazione SIL International comprende in un'unica entità il dialetto nefusi, quello della città di Zuara (in Libia, sulla costa), ed i parlari berberi della Tunisia, il che da un punto di vista linguistico è del tutto scorretto.
I berberi del Gebel Nefusa sono di religione islamica ma di culto ibadita (cioè kharigita), a differenza della maggior parte della popolazione libica, che è sunnita (di rito malikita). Anche gli Zuarini e i berberofoni di Djerba sono ibaditi, mentre i berberofoni di altre località della Tunisia sono sunniti.

## Fonologia
Dal punto di vista fonetico, il nefusi appartiene ai parlari "a tendenza occlusiva", vale a dire non presenta, di norma, una spirantizzazione delle occlusive, come avviene altrove (per esempio, a Djerba).
Il sistema vocalico, che non è facile da individuare con precisione, perché la descrizione da parte di Beguinot non è fonologica, sembra comprendere tre soli fonemi vocalici: /i/, /a/, /u/. È possibile ma non è certo che, almeno in alcuni casi, anche [ə] possa avere un ruolo fonologico (come invece avviene sicuramente a Djerba).
A differenza di altre lingue berbere, in cui l'accento non sembra svolgere un ruolo particolarmente importante, il nefusi presenta un accento tonico particolarmente rilevabile, la cui posizione sembra variabile in dipendenza di diversi fattori, che Beguinot si è sforzato di descrivere con precisione nella sua grammatica (1942:11-18).
Un aspetto interessante del nefusi è una frequenza del fenomeno di Umlaut (o metafonia), che provoca il mutamento di timbro nella vocale iniziale dei nomi (solitamente a al singolare), che si adegua a quello delle vocali successive (soprattutto u, più raramente i), che non di rado sono col tempo scomparse. (Vycichl 1953-55: 317)
Alcuni esempi: 
|  | n. maschili:     |                       |  | n. femminili:    |                  |
|  | učču "cibo"      | (Mzab ačču)           |  | tuḍeft "lana"    | (tuareg taḍuft)  |
|  | ufed "ginocchio" | (shilh afud)          |  | tufut "sole"     | (shilh tafukt)   |
|  | ufes "mano"      | (shilh afus)          |  | tugersa "vomere" | (shilh tagwersa) |
|  | iɣef "testa"     | (Siwa axfi, da *aɣfi) |  | tilifsa "vipera" | (Sokna talefsa)  |

## Grammatica
Un tratto rimarchevole del nefusi è la perdita completa dell'opposizione di stato nel nome. A differenza di Zuara, Djerba e altre zone del sud tunisino, che conservano questo tratto morfologico, in nefusi non esistono più forme diverse per il nome in stato libero e in stato d'annessione.

## Letteratura
La letteratura nefusi è stata fino a qualche tempo fa prevalentemente orale. Doveva esistere un ricco patrimonio di composizioni, alcune delle quali sono giunte fino a noi grazie a ricerche di F. Beguinot e del suo successore Luigi Serra, che ha dato una interessante descrizione di due poemetti religiosi composti da Abu Fâlghâ agli inizi del XIX secolo (Serra 1986).
Più di recente, numerosi berberi del Gebel si sono dati alla poesia, e tra essi spicca il nome di Said Sifaw (pseudonimo di Said El Mahruq, n. a Giado 1946, m. a Djerba 1994), la cui poesia è conosciuta non solo in Libia ma anche all'estero, al punto che il cantante cabilo Ferhat Mehenni ne ha musicato una composizione (Amusnaw "l'uomo di cultura", 1979).

### Lingua nefusi
- Francesco Beguinot, Il Berbero Nefûsi di Fassâto. Grammatica, testi raccolti dalla viva voce, vocabolarietti, Roma, Istituto per l'Oriente, 1942 (2. ed.; 1.ed. 1931)
- Gennaro Buselli, "Testi berberi del Gebel Nefusa", Africa italiana 50 (1921), pp. 26-34.
- Gennaro Buselli, "Berber Texts from Žebel Nefûsi (Žemmari Dialect)", Journal of the Royal African Society, Vol. 23, No. 92 (July, 1924), pp. 285-293 (scaricabile qui)
- A. de Calassanti-Motylinski, Le Djebel Nefousa (Ir'asra d Ibridn di drar n Infousen). Relation en temazir't du Djebel Nefousa composée par Brahim ou Sliman Chemmakhi, Alger, Jourdan, 1885 (testo in trascrizione araba)
- A. de Calassanti-Motylinski, 1898. Le Djebel Nefousa, Paris, Leroux, 1898 ("Bulletin de correspondance africaine" 22)  (testo in trascrizione latina, grammatica e lessico)
- Antonio Cesaro, "Due racconti in linguaggio nefusi", Annali Istituto Universitario Orientale, Sezione Linguistica 3 (1949), pp. 395-404

### Letteratura in nefusi
- Luigi Serra, "Su due poemetti berberi ibaditi (note preliminari)", in Gli interscambi culturali e socio-economici fra l'Africa Settentrionale e l'Europa mediterranea. Atti del Congresso internazionale di Amalfi, 5-8 dicembre 1983, Napoli 1986, pp. 521-539

### Altri studi
- Werner Vycichl, "Der Umlaut in den Berbersprachen Nordafrikas. Eine Einführung in die berberische Sprachgeschichte", Wiener Zeitschrift für die Kunde des Morgenlandes 52 (1953-55), pp.304-325